# Rapir
Rapir (iz francoske besede rapiére = meč) je bodalni meč z dolgim ostrim rezilom, ki se je uveljavil v Evropi okoli leta 1530 kot del gosposke nošnje in hkrati obrambno orožje. 
Ima jekleno košarico (pas d' ane), ki ščiti roko. 
Ker se rezilo podpira z kazalcem, se lahko tudi več kot 100 cm dolgo rezilo vodi zelo natančno. Pri mečevanju z rapirjem se pogosto uporablja za pomoč tudi bodalo ali pa se leva roka ovije z plaščem in se tako lažje odbije napade nasprotnika. 
V 18. stoletju so v Franciji razvili rapir z ostro konico in trikotnim rezilom, ki se imenuje Parižan. Priljubljen je bil (enako kot običajen rapir) pri dvobojih v študentskih združenjih in je povzročal življenjsko nevarne poškodbe pljuč. Obsežen opis študentskih dvobojev (v preteklosti) je v knjigi Jeromeja Klapke Jeromeja Trije možje se klatijo.